# 寝顔を見せて
「寝顔を見せて」(ねがおをみせて／LET ME SEE YOUR SLEEPING FACE) は、2007年11月28日に発売された、 ソウル・フラワー・ユニオンのシングル。

## 解説
「寝顔を見せて」は、中川敬のペンによる、美しいアイリッシュ・トラッド調の主旋律をもつ子守唄。メンバーの伊丹英子の娘「そら」にインスパイアされて書かれた楽曲であり、歌詞の中にある「綺麗なまだらの羽根」とは、中川曰く「クレヨンなどで汚れた幼児の掌」のことである。フィドルは金子飛鳥が、ピアノはリクオが担当している。
シングルは、この「寝顔を見せて」に、沖縄・辺野古の闘いに捧げられたアルバム未収録のアコースティック・バージョン「辺野古節」、5曲のライヴ曲（スロー・ナンバーばかり選ばれている）が加わった、全8曲入りである。ここに収録された「満月の夕」は、今までに発表されたどのヴァージョンよりもシンプルな楽器編成である。
なお、本シングルのジャケットは、ブラジルの先住民クリカチ人の子どもの写真である（長倉洋海による撮影）。

## 収録曲
1. 寝顔を見せて NEGAO WO MISETE (LET ME SEE YOUR SLEEPING FACE)
2. 辺野古節 (アコースティック・バージョン) HENOKO BUSHI (ACOUSTIC VERSION)
3. そら (この空はあの空につながっている) SORA (THIS SKY IS LINKED WITH THAT SKY)
4. 野づらは星あかり NOZURA WA HOSIAKARI (STARLIT FIELD)
5. フリー・バルーン FREE BALLOON
6. レプン・カムイ (沖の神様) REPUN KAMUY (THE GREAT SPIRITS OF THE SEA)
7. 満月の夕 MANGETSU NO YUBE (A FULL MOON EVENING)
8. 寝顔を見せて＜インスト＞ NEGAO WO MISETE (LET ME SEE YOUR SLEEPING FACE)＜INST.＞

## 備考
- M-3〜7 は、ライヴ・レコーディング